# Tetractenos hamiltoni
Tetractenos hamiltoni, tên thông thường là cá nóc thường (tên tiếng Anh: common toadfish), là một loài cá biển thuộc chi Tetractenos trong họ Cá nóc. Loài này được mô tả lần đầu tiên vào năm 1846.

## Phân bố và môi trường sống
T. hamiltoni có phạm vi phân bố giới hạn ở vùng biển Tây Nam Thái Bình Dương. Đây là một loài đặc hữu của vùng lãnh thổ phía đông nước Úc (không có mặt ở Tasmania), trải dài từ Townsville, Queensland đến Merimbula, New South Wales. Những ghi nhận của T. hamiltoni tại đảo Lord Howe, Vanuatu và Tahiti chưa được xác minh. T. hamiltoni sống ở các khu vực cửa sông, thường vùi mình trong cát và chỉ để lộ đôi mắt của nó. Loài này cũng có thể được tìm thấy các thảm cỏ biển và trong các khu rừng ngập mặn ở độ sâu khoảng 3 m trở lại.

## Mô tả
T. hamiltoni là loài động vật cận nhiệt đới, có kích thước tối đa được ghi nhận là khoảng 15 cm. Cơ thể của chúng có màu nâu cát với những đốm màu nâu trên hầu hết lưng và nửa thân trên. Nửa thân dưới là các sọc màu nâu.
T. hamiltoni thường bơi theo đàn. Thức ăn của T. hamiltoni là các loài động vật giáp xác và rong tảo. Tuổi thọ tối đa của loài này được ước tính là khoảng 28 năm. Naobranchia variabilis là một ký sinh trên loài cá này.
Cũng như những loài cá nóc khác, T. hamiltoni có khả năng sản xuất và tích lũy các độc tố trong da, tuyến sinh dục và gan, và chúng là một cực độc. Mức độ độc tính khác nhau tùy theo từng loài, và cũng phụ thuộc vào khu vực địa lý và mùa.